# Maynard (Arkansas)
Maynard è un comune degli Stati Uniti d'America, situato in Arkansas, nella contea di Randolph.